# ハルビン二環路
ハルビン二環路(ハルビン にかんろ,中文表記: 哈尔滨二环路, 英文表記: The 2nd Ring Road, èr huán lù)は、中華人民共和国ハルビン市中心部から数キロメートルだけ離れた、渋滞回避に有効な代替道路である。

## 道路の状況
交通渋滞は日常茶飯事である。制限速度は60 km/hである。

### 料金
この道路は無料である。

### 車線
8-12車線（双方向とも4-6車線）

### 道路
- 友誼路
- 哈薬路
- 前進路
- 康安路
- 和興路
- 三大動力路
- 三合路
- 公浜路
- 南直路
- 海員街
- 東北新街
- 北新街
- 大新街

## 主なジャンクション
南直橋ジャンクション、先鋒橋ジャンクション、公浜路橋ジャンクション、三大動力路橋ジャンクション、和平路ジャンクション、新康橋ジャンクション